# Alice Eve
Alice Eve, née le 6 février 1982 à Londres, est une actrice britannico-américaine. Elle a commencé sa carrière au théâtre et en jouant dans des productions de la BBC.
Elle est surtout connue pour les rôles de Molly McCleish dans Trop belle !, d'Erin dans Sex and the City 2, et du Dr Carol Marcus, dans le film Star Trek Into Darkness. Elle a également tenu des rôles récurrents dans les séries télévisées Entourage et Iron Fist.

## Biographie

### Jeunesse & famille
Alice Sophia Eve est née à Londres. Elle est la fille de Trevor Eve et de Sharon Maughan, tous deux acteurs. Elle a deux frères plus jeunes, Jack, qui est réalisateur et qui l'a dirigé dans le court métrage Lithgow Saint, et George.
Elle a été élevée au Royaume-Uni et à Los Angeles, aux États-Unis. Elle a obtenu son A-level à l’école de Westminster, à Londres. Pendant son année sabbatique, elle a suivi les cours de l’école d’acteurs et d’actrices Beverly Hills Playhouse, puis a étudié la littérature anglaise au St Catherine's College, à l'université d’Oxford. Pendant sa période à Oxford, elle est apparue dans diverses productions étudiantes, dont une adaptation d’Un mari idéal.

### Vie personnelle
Eve a entretenu une relation à long terme avec le poète Adam O'Riordan, qu'elle avait rencontré alors qu'elle lisait l'anglais à Oxford. Ils se sont séparés en 2012.
Le 14 août 2014, Eve annonce ses fiançailles avec son "amour de lycée", le financier Alex Cowper-Smith, qu'elle a rencontré alors qu'elle fréquentait la Westminster School à Londres. Ils se sont mariés le 31 décembre 2014 et ont divorcé en 2017.
Eve souffre d'hétérochromie, une maladie qui fait que ses yeux ont des iris de couleurs différentes : son œil gauche est bleu et son œil droit est vert. Elle souffre également de TDAH.
Elle partage désormais sa vie entre Londres et Los Angeles. Elle est devenue citoyenne américaine le 16 novembre 2017.

## Carrière

### Débuts d'actrice et révélation (années 2000)
Elle a commencé sa carrière en faisant des apparitions dans des téléfilms comme The Rotters’ Club, Hercule Poirot et Hawking, ainsi que dans le film Stage Beauty (2004).
En 2006, elle a joué un rôle important dans deux films : Starter for 10 et Big Nothing. Elle a passé le début de l'année 2006 à travailler en Inde sur un téléfilm en deux parties intitulé Losing Gemma, qui porte sur les routards.
Elle est apparue dans deux pièces de théâtre mises en scène par Trevor Nunn. En 2006, elle était à l'affiche de Rock 'n' Roll, une nouvelle pièce de Tom Stoppard, au Royal Court Theatre et a repris son rôle en 2007 dans l'adaptation à Broadway. Pour sa performance, elle a été nommée aux Whatsonstage.com Theatregoers' Choice Awards dans la catégorie « Meilleure actrice dans un second rôle ». En 2009, elle a incarné Roxane dans la pièce Cyrano de Bergerac, au festival de théâtre de Chichester.
En 2010, elle est révélée par deux comédies américaines : tout d'abord en incarnant Molly, après laquelle court le jeune héros incarné par Jay Baruchel, dans le film Trop belle !. Mais aussi grâce à une apparition dans le succès commercial Sex and the City 2, dans lequel elle prête ses traits à la trop séduisante nounou irlandaise de Charlotte, Erin.
L'année d'après, elle poursuit sa collaboration avec la chaîne HBO en apparaissant dans les quatre derniers épisodes de la série télévisée Entourage. Elle confirme aussi dans la comédie romantique, en tenant le premier rôle féminin de la production britannique The Decoy Bride (en), aux côtés de David Tennant et Kelly Macdonald.

### Confirmation commerciale (années 2010)

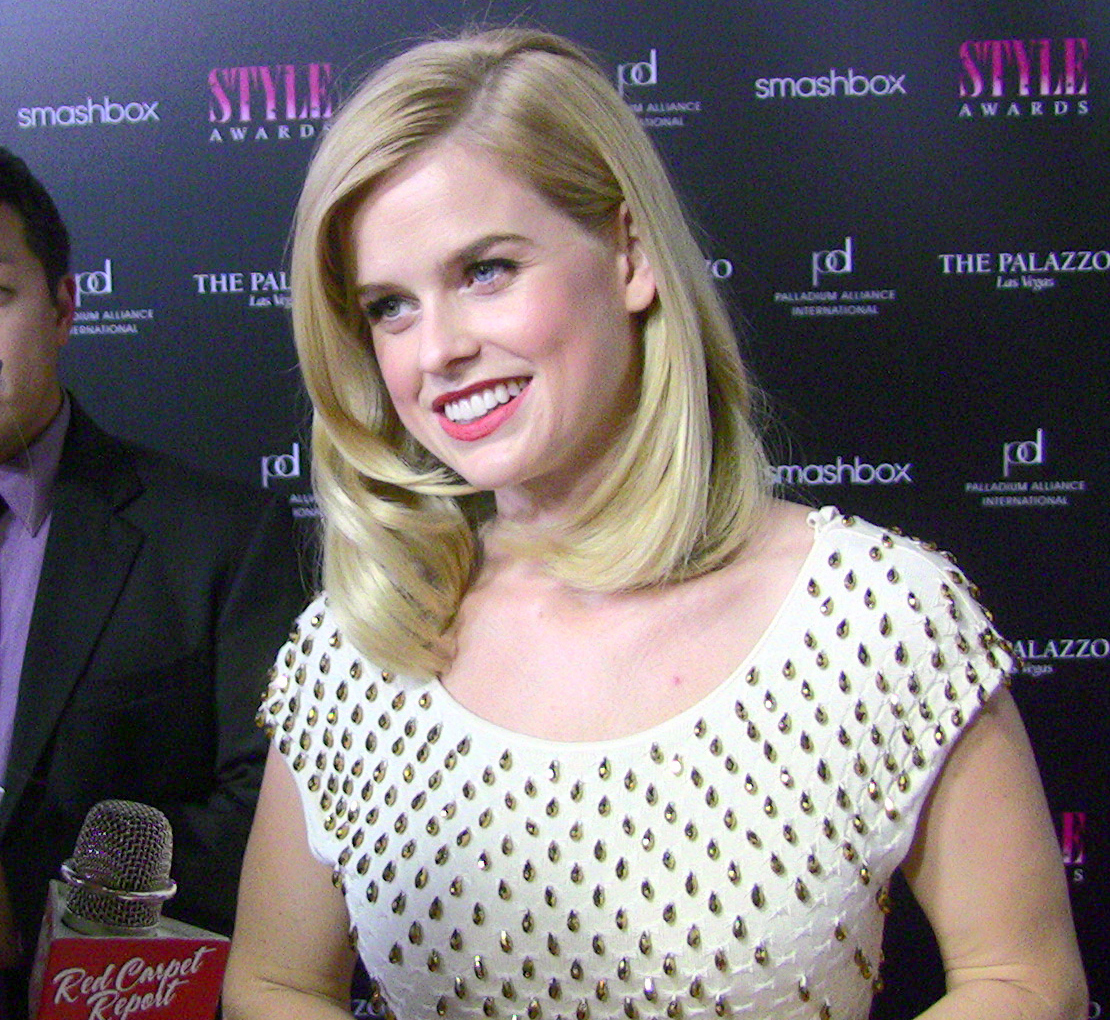
L'actrice aux Hollywood Style Awards 2011.

Elle rejoint successivement plusieurs grosses franchises, lui permettant d'être associée à de gros succès internationaux : tout d'abord en 2012, en incarnant l’agent O jeune (en 1969), dans le blockbuster de science-fiction Men in Black 3, de Barry Sonnenfeld ; puis l'année d'après, en prêtant ses traits au Dr Carol Marcus, qui attire le regard de James Kirk, dans Star Trek Into Darkness, de J.J. Abrams.
Parallèlement, elle continue à se diversifier : en décrochant les premiers rôles féminins du thriller L’Ombre du mal, aux côtés de John Cusack, et du film d'horreur ATM, tous deux sortis en 2012 ; puis en donnant la réplique à Bryan Cranston dans un autre thriller, Quand tombe la nuit, sorti en 2013. La même année, elle participe au clip de Paul McCartney Queenie Eye tourné dans les studios Abbey Road.
En 2014, elle revient à la comédie, avec le film indépendant Dirty Weekend, de Neil LaBute, dans laquelle elle a pour partenaire Matthew Broderick, puis en partageant l'affiche de Before We Go, première réalisation de l'acteur Chris Evans, dont la sortie est finalement programmée en 2015. Ces projets passent inaperçus.
Elle ne peut pas compter sur la suite de Star Trek : Into Darkness, son seul succès critique pour la décennie. Le co-scénariste du script du troisième opus de la franchise, Star Trek : Sans limites, confirme en effet le choix d'écarter son personnage, pour introduire plutôt un nouveau protagoniste féminin incarné par Sofia Boutella.
Toujours en 2016, elle est à l'affiche de deux nouveaux thrillers, Criminal : Un espion dans la tête et Beyond Deceit. Les films sont des flops critiques. En 2018, elle joue dans la saison 2 de Iron Fist, prêtant ses traits au personnage de Typhoid Mary, ainsi que dans la mini-série Témoin indésirable et la série d'animation Robot Chicken.
En 2020, elle a un petit rôle dans Scandale de Jay Roach et joue dans la série Belgravia.

## Filmographie

### Cinéma
- 2004 : Stage Beauty de Richard Eyre : Miss Frayne
- 2006 : Starter for 10 de Tom Vaughan : Alice Harbinson
- 2006 : Big Nothing de Jean-Baptiste Andrea: Josie McBroom
- 2009 : Droit de passage (Crossing over) de Wayne Kramer : Claire Shepard
- 2010 : Trop belle ! (She's out of my league) de Jim Field Smith : Molly McCleish
- 2010 : Sex and the City 2 de Michael Patrick King : Erin
- 2011 : The Decoy Bride de Sheree Folkson : Lara Tyler
- 2012 : ATM de David Brooks : Emily Brandt
- 2012 : L’Ombre du mal (The Raven) de James McTeigue : Emily Hamilton
- 2012 : Men in Black 3 de Barry Sonnenfeld : Olivia / Agent O en 1969
- 2013 : Star Trek Into Darkness de J. J. Abrams : Dr Carol Marcus
- 2013 : Decoding Annie Parker de Steven Bernstein (en)
- 2013 : Quand tombe la nuit (Cold Comes the Night) de Tze Chun : Chloe
- 2013 : Some Velvet Morning de Neil LaBute : Velvet
- 2014 : La Nuit au musée : Le Secret des Pharaons (Night at the Museum: Secret of the Tomb) de Shawn Levy : caméo (elle-même jouant Guenièvre)
- 2015 : Dirty Weekend de Neil LaBute : Natalie Hamilton
- 2015 : Before We Go de Chris Evans : Brooke Dalton
- 2016 : Manipulations de Shintaro Shimosawa : Charlotte Cahill
- 2016 : Criminal : Un espion dans la tête d'Ariel Vromen : Marta Lynch
- 2017 : Lady Gun Fighter (The Stolen) de Niall Johnson : Charlotte Lockton
- 2018 : The Con Is On de James Oakley : Jackie
- 2018 : Replicas de Jeffrey Nachmanoff : Mona Foster
- 2019 : Untogether d'Emma Forrest : Irene
- 2019 : Pelleas de Josephine Meckseper : Melisande
- 2019 : Scandale (Bombshell) de Jay Roach : Ainsley Earhardt
- 2020 : Warning d'Agata Alexander
- 2022 : La Machine infernale (The Infernal Machine) d'Andrew Hunt : officier Laura Higgins
- 2023 : Freelance de Pierre Morel : Jenny Pettits
- 2023 : La malédiction du Queen Mary de Gary Shore : Anne Calder
- 2024 : Cult Killer de Jon Keeyes : Cassie Holt

### Courts métrages
- 2007 : The Amazing Trousers de William Felix Clark : Colette
- 2012 : Please, Alfonso de Jake Hoffman : Annabelle
- 2015 : Lithgow Saint de Jack Eve : Amelia Adams

### Télévision
- 2005 : Hercule Poirot (Poirot) : Lenox Tamplin
- 2005 : The Rotters’ Club : Cicely Boyd
- 2011 : Entourage : Sofia Lear
- 2016 : Black Mirror : Naomi
- 2018 : Iron Fist : Mary Walker / Typhoid Mary
- 2018 : Témoin indésirable (Ordeal by Innocence) : Gwenda Vaughan
- 2018 : Robot Chicken : Jane Porter / Alexis (voix)
- 2020 : Belgravia : Susan Trenchard
- 2023 : The Power : Kristen

#### Téléfilms
- 2004 : Hawking de Philip Martin : Martha Guthrie
- 2006 : Losing Gemma : Esther

### Clips
- Hotel Ceiling de Rixton[7]
- Queenie Eye de Paul McCartney